# Демидовски рејон
Демидовски рејон (рус. Демидовский район) административно-територијална је јединица другог нивоа и општински рејон на северозападу Смоленске области, у европском делу Руске Федерације.
Административни центар рејона је град Демидов. Према проценама националне статистичке службе, на подручју рејона је 2014. живело 12.637 становника.

## Географија
Демидовски рејон обухвата територију површине 2.512,16 км² и на 7. је месту по површини међу рејонима Смоленске области. Граничи се са Велишким рејоном на северозападу, са Рудњанским рејоном на југозападу и западу, на југу је Смоленски рејон, а на истоку Духовшчински. На северу се граничи са рејонима Тверске области.
Југоисточни делови области су рељефно нешто издигнутији, док надморска висина постепено опада идући ка североистоку. Преко територије рејона протиче неколико река, од којих су најважније Каспља и Јељша (обе део слива Западне Двине). Рејон је познат по бројним језерима, а најпознатија су Сапшо, Дго, Баклановско, Акатовско, Шчучје и друга. Под шумама је готово 60% територије.
Ма територији овог рејона налазе се делови националног парка Смоленско појезерје.

## Историја
Демидовски рејон успостављене је 1929. године од делова некадашњих Демидовског и Духовшчинског округа Смоленске губерније. Претеча савременог рејона у територијалном смислу био је Поречки округ основан још 1775. године са средиштем у граду Поречје који је 1918. променио име у Демидов.

## Демографија и административна подела
Према подацима пописа становништва из 2010. на територији рејона је живело укупно 14.039 становника, а од тог броја у граду Демидову је живело више од половине популације. Према процени из 2014. у рејону је живело 12.637 становника, или у просеку 8,6 ст/км².
| 1959. | 1970. | 1989.  | 2002.  | 2010.  | 2014.   |
| ----- | ----- | ------ | ------ | ------ | ------- |
| ---   | ---   | 24.237 | 18.167 | 14.039 | 12.637* |

Напомена: према процени националне статистичке службе.
Административно рејон је подељен на подручје града Демидова (чија територија уједно има статус градске општине), а који је уједно и административни центар рејона, на варошицу Пржеваљскоје и на још 15 сеоских општина.

## Привреда и саобраћај
Најважније привредне активности на територији су пољопривреда, а посебно је развијено сточарство (месо и млеко) и дрвна индустрија.
Преко територије рејона прелази регионални друмски правац Р133 Смоленск—Невељ.